# Nedytisis
Nedytisis – rodzaj chrząszczy z rodziny kózkowatych i podrodziny zgrzypikowych.

## Zasięg występowania
Przedstawiciele tego rodzaju występują na Borneo oraz w Malezji Zachodniej.

## Systematyka
Do Nedytisis należą 2 gatunki:
- Nedytisis fuscoapicalis
- Nedytisis obrioides